# Duczki
Duczki – wieś w Polsce, położona w województwie mazowieckim, w powiecie wołomińskim, w gminie Wołomin. Ma status sołectwa.
| SIMC    | Nazwa      | Rodzaj    |
| ------- | ---------- | --------- |
| 1060346 | Cuchowiec  | Część wsi |
| 1060375 | Janina     | Część wsi |
| 1060398 | Jaroszewek | Część wsi |

Pierwsza wzmianka na temat Duczek zachowana w dokumentach i metrykach koronnych pochodzi z 1526 roku. Była to wtedy wieś szlachecka, której właścicielem był Kacper Dróżbicz.
W latach 1954–1968 wieś należała i była siedzibą władz gromady Duczki, po jej zniesieniu w gromadzie Wołomin. W latach 1975–1998 miejscowość administracyjnie należała do województwa warszawskiego.
Duczki leżą nad rzeką Czarna przy linii kolejowej Warszawa – Tłuszcz ze stacją Zagościniec. Od Warszawy dzieli je odległość ok. 20 km. W Duczkach znajduje się Zespół Szkół im. Jana Pawła II.
W Duczkach za czasów dzieciństwa mieszkał i uczył się w miejscowej szkole bp Marek Solarczyk.
Wieś jest siedzibą rzymskokatolickiej parafii Matki Bożej Nieustającej Pomocy w Duczkach.